# Zhangixalus arboreus

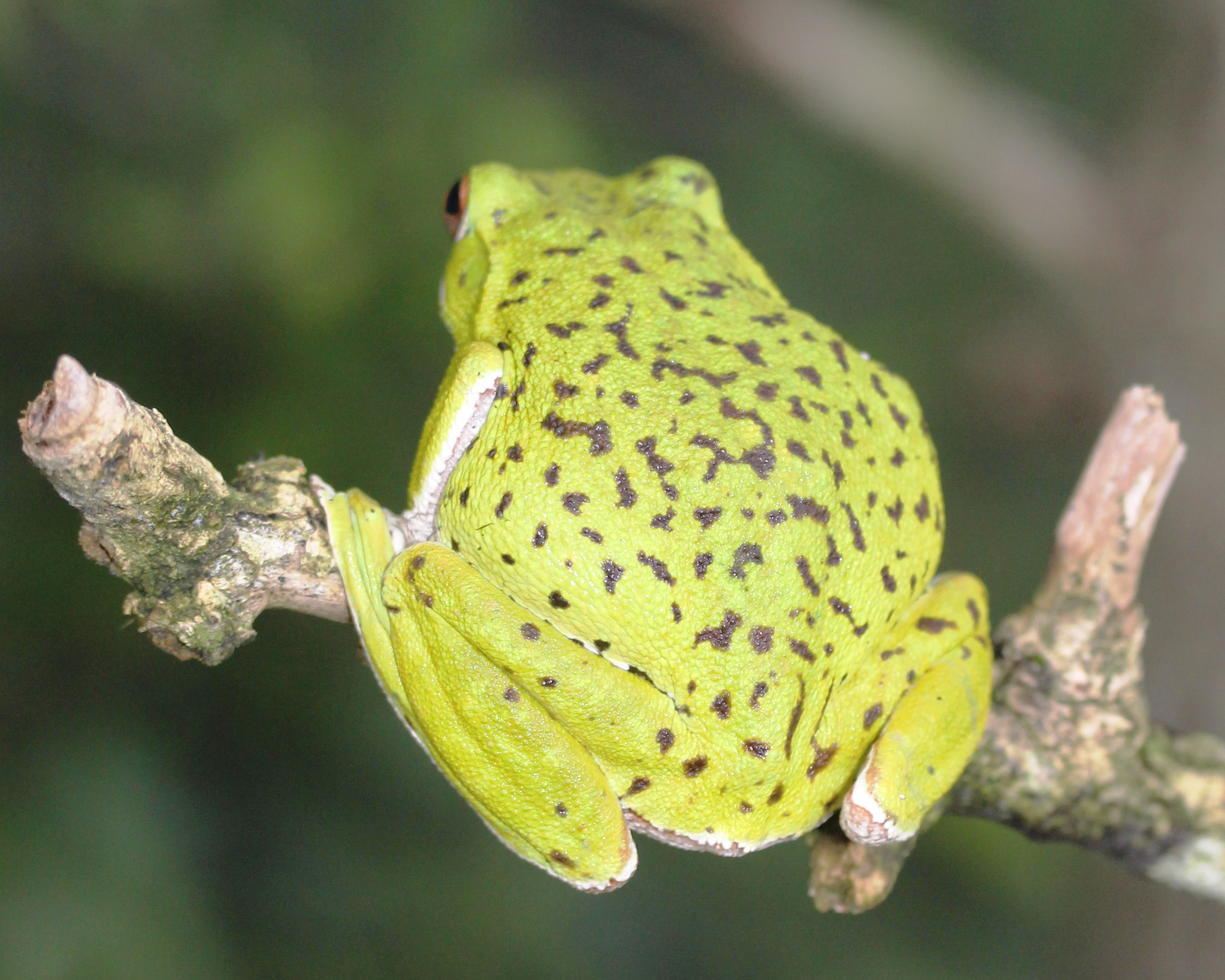
Rückansicht

Zhangixalus arboreus (Syn.: Rhacophorus arboreus) ist eine endemisch in Japan vorkommende Froschlurchart aus der Familie der Ruderfrösche (Rhacophoridae).

## Merkmale
Die Körperlänge ausgewachsener Individuen von Zhangixalus arboreus beträgt 42 bis 60 Millimeter bei den Männchen und 59 bis 82 Millimeter bei den Weibchen. Die Körperoberseite ist bei beiden Geschlechtern grasgrün und meist mit vielen kleinen schwarzen Punkten übersät. Zuweilen treten auch Exemplare auf, die eine braungrüne Farbe zeigen. Die Unterseite ist cremig weiß gefärbt und mit einigen bräunlichen Flecken versehen. Zwischen den Fingern befinden sich große, zwischen den Zehen kleine Schwimmhäute. An den Fingerkuppen befinden sich runde Saugnäpfe. Die Iris ist rotbraun bis orangefarben.

## Ähnliche Arten
- Dem Japanischen Laubfrosch (Dryophytes japonicus) fehlen die schwarzen Punkte auf der Körperoberfläche und er unterscheidet sich durch einen deutlichen schwarzen Augenstreifen.
- Zhangixalus schlegelii unterscheidet sich durch die geringere Größe (32 bis 43 mm bei den Männchen und 43 bis 53 mm bei den Weibchen), die gelbgrüne Farbe der Körperoberseite sowie die schwach ausgebildeten Schwimmhäute an den Gliedmaßen.[2]

## Verbreitung und Lebensraum
Zhangixalus arboreus kommt ausschließlich in Japan vor, in erster Linie auf Honshū, fehlt jedoch dort in der Präfektur Ibaraki. Auch auf Hokkaidō, Kyūshū und Shikoku und der Insel Sado ist die Art nicht verbreitet. Einige Exemplare wurden auf den Izu-Inseln gefunden. Die Frösche leben in feuchten Wald- und Strauchlandschaften sowie in Reisfeldern. Die Höhenverbreitung reicht vom Meeresspiegel bis auf 2350 Meter. Ihre in den größten Höhen lebende Population befindet sich im Yoshigadaira-Feuchtgebiet (ca. 2150 m), welche zudem genetische Unterschiede aufweist.

## Lebensweise
Zhangixalus arboreus hält sich überwiegend im Unterholz feuchter Wälder in der Nähe von Wasserflächen auf. Der Frosch ist ein geschickter Kletterer, da er verbreiterte Haftscheiben an den Finger- und Zehenenden besitzt. Die Ernährung besteht in erster Linie aus Insekten. Die Art überwintert unter Moos oder im Erdboden. Der Werberuf des Männchens besteht aus einer Reihe von zwei bis sechs Klicktönen. Während des Paarungsaktes umklammern oftmals mehrere Männchen ein Weibchen (Amplexus). Dieses wählt zur Paarung stets eine Position über einer stehenden Wasserfläche und schlägt mit den Hinterbeinen einem weißlichen Schaum in den sie den Laich ablegt und in den die Männchen die Samenflüssigkeit hinzufügen. Das so gebildete Schaumnest härtet aus und schützt die Brut dadurch vor Austrocknung und Feinden. Vom Weibchen werden zwischen 300 und 600 Eier in einem Schaumnest deponiert. Beim Schlüpfen der Larven weicht das Nest auf und die Kaulquappen fallen direkt in das darunter befindliche Wasser, um ihren aquatischen Lebensabschnitt zu beginnen. Zuweilen wählen die Weibchen wenig geeignete Wasserflächen wie Schwimmbäder, Brunnen oder Regenwassertonnen, um ihre Schaumnester darüber zu platzieren. Nach der Metamorphose beginnen die Jungfrösche ein Leben an Land.

## Galerie der Entwicklungsstadien

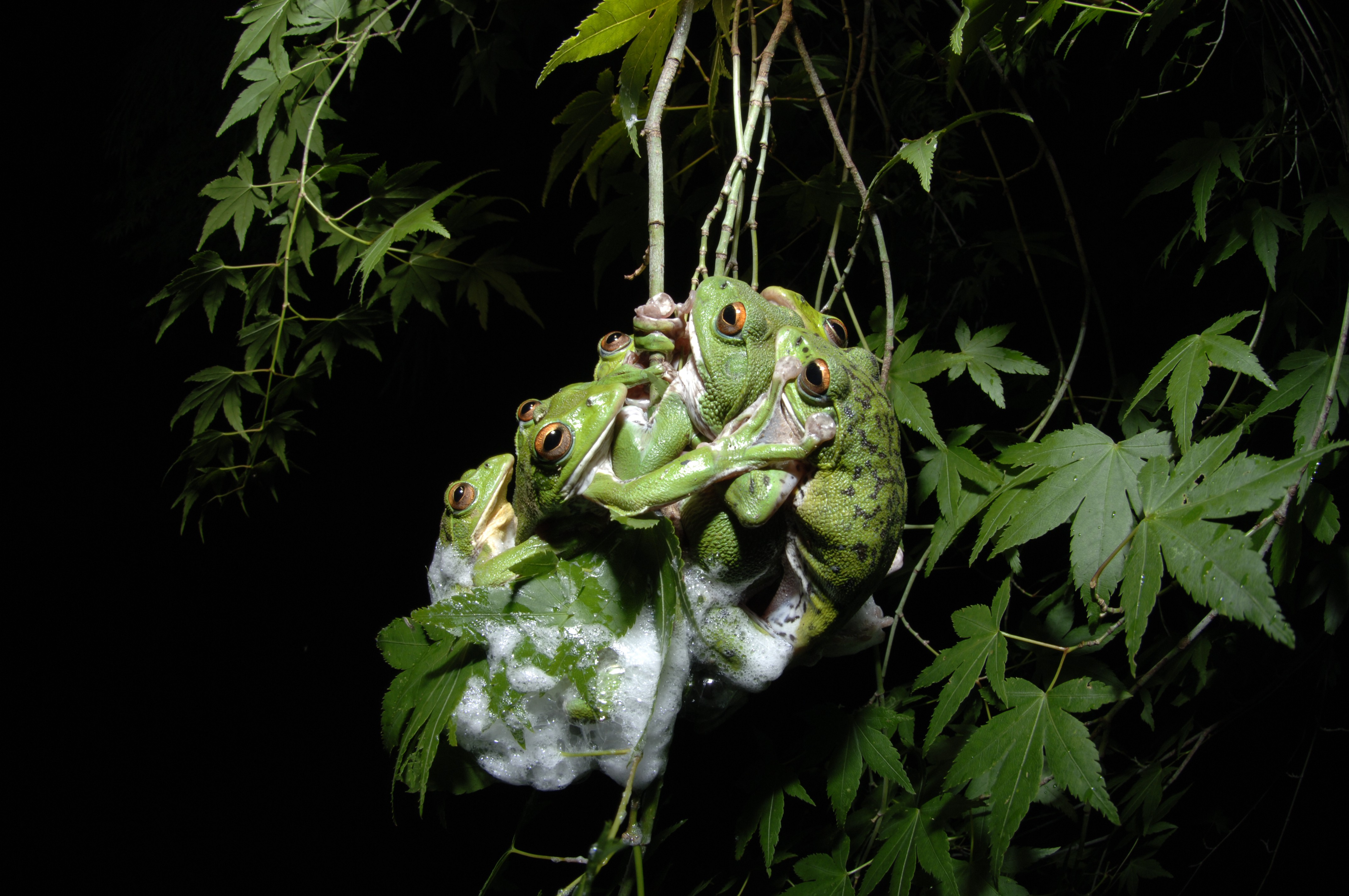
Amplexus mit vielen Männchen
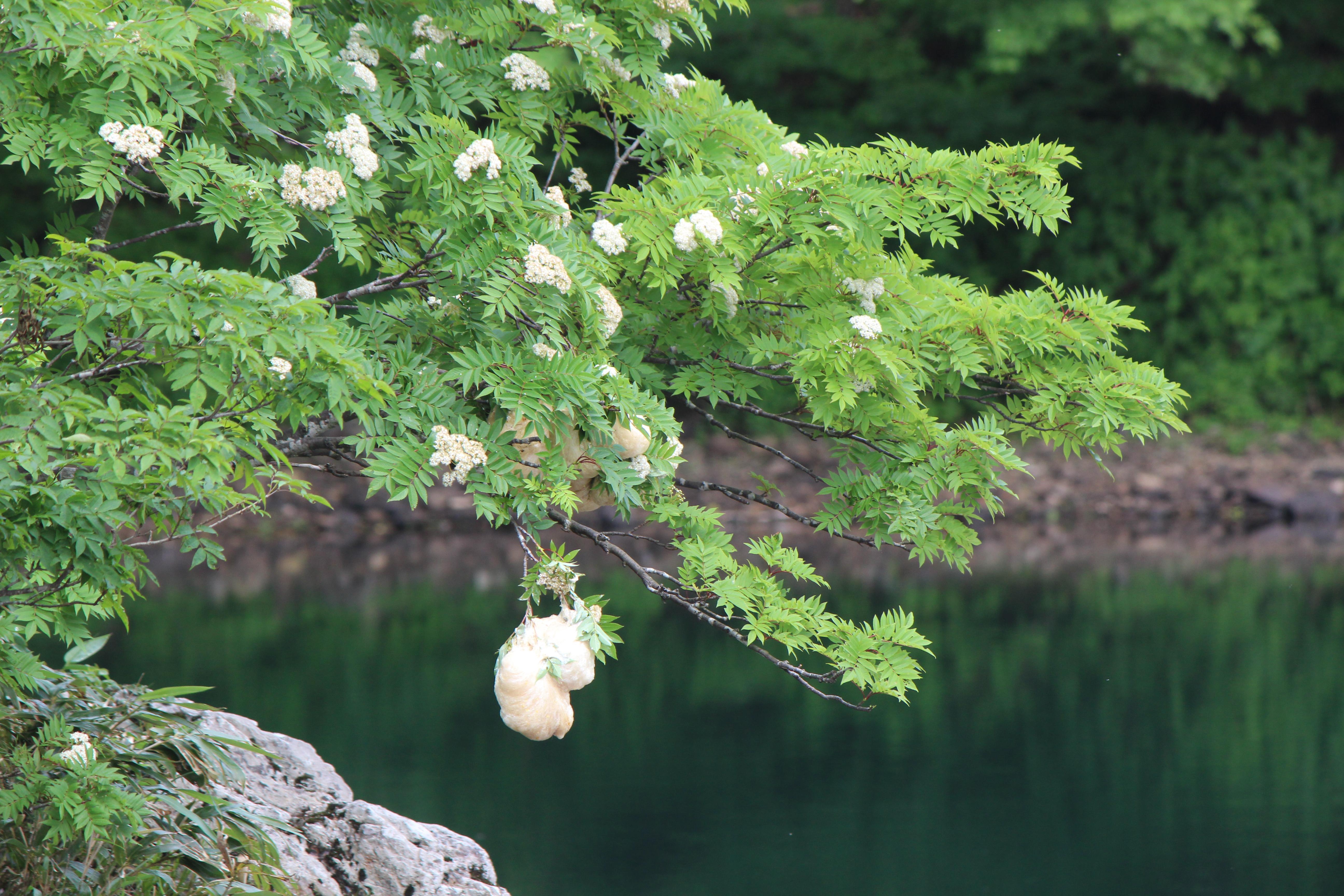
Schaumnest über Wasseroberfläche
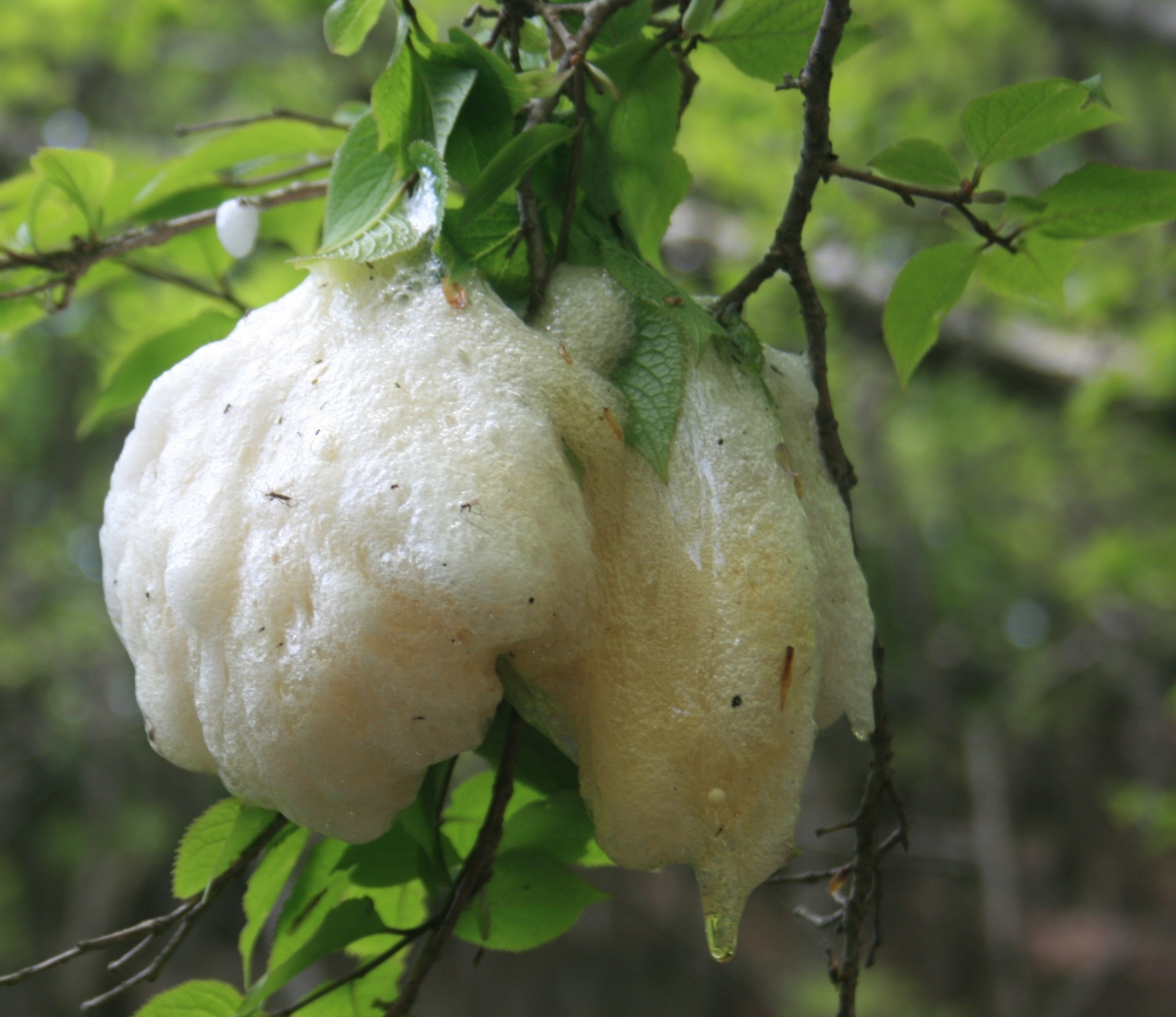
Schaumnest (Detailansicht)
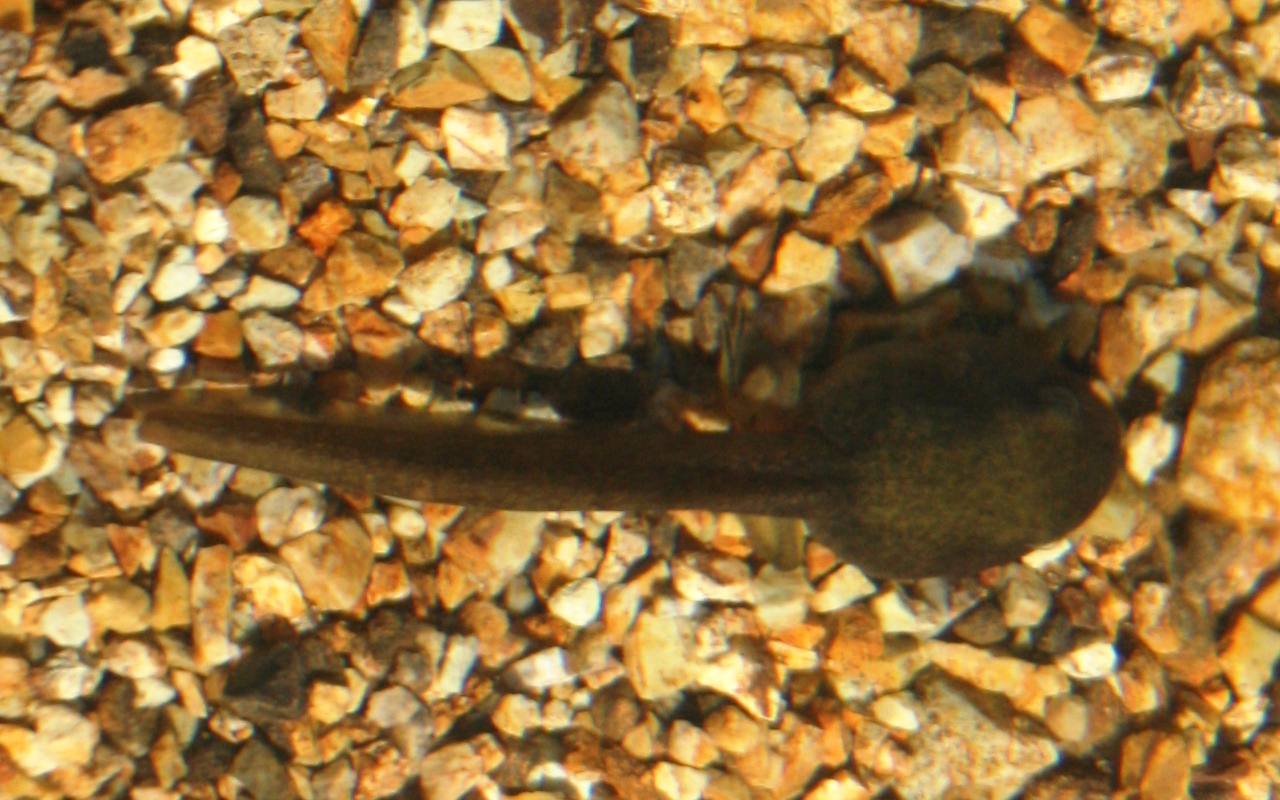
Junge Kaulquappe
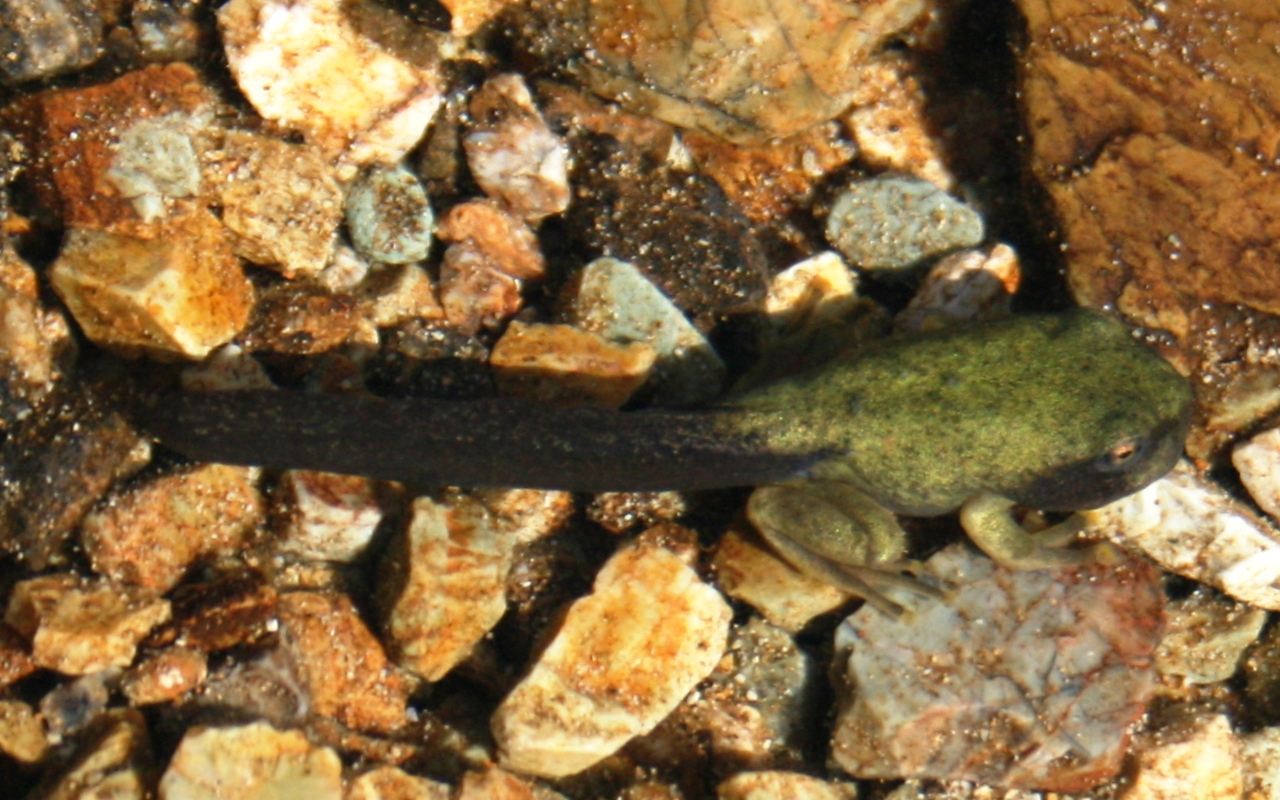
Kaulquappe kurz vor Metamorphose
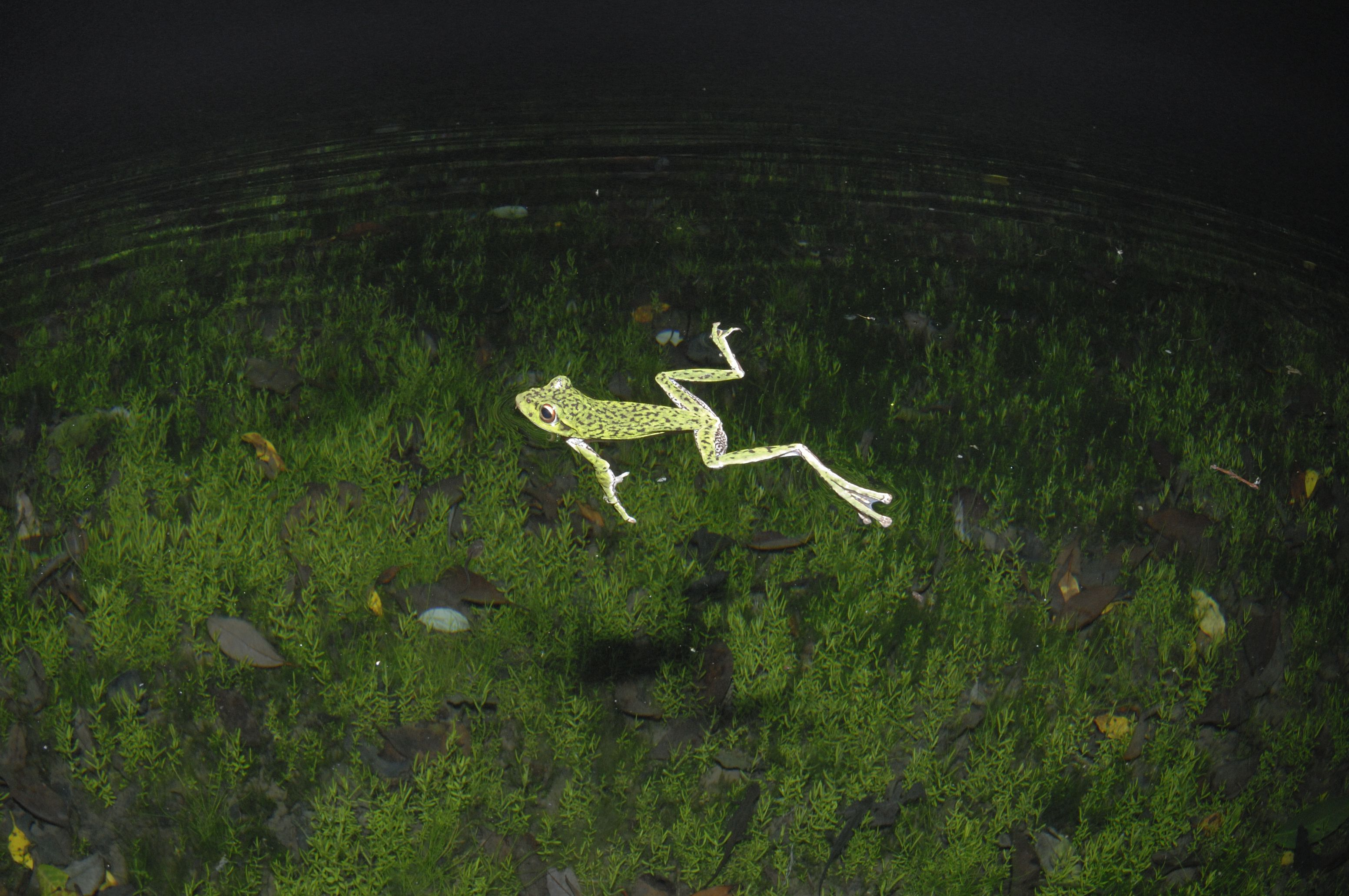
Ausgewachsener Frosch im Wasser

## Feinde

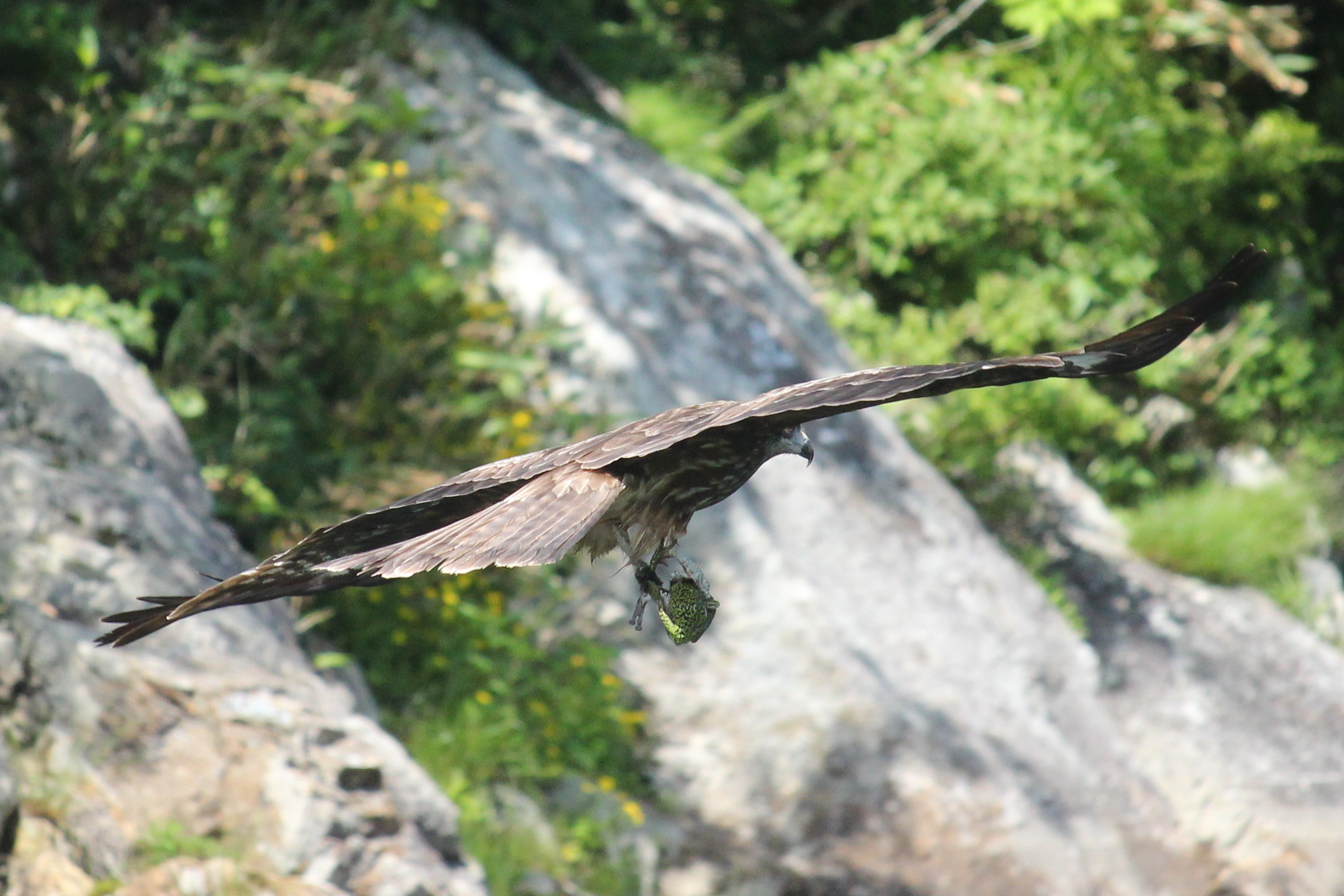
Vom Schwarzmilan (Milvus migrans) erbeuteter Zhangixalus arboreus

Hauptfressfeinde von Zhangixalus arboreus sind verschiedene Schlangenarten (Serpentes) sowie Greifvögel (Accipitriformes).

## Gefährdung
Die Art ist in feuchten Wäldern zuweilen zahlreich zu finden, gilt als stabil und wird demzufolge von der Weltnaturschutzorganisation IUCN als „Least Concern = nicht gefährdet“ geführt. Es ist jedoch anzumerken, dass sich der Lebensraum durch menschliche Eingriffe in den Wäldern für die Art negativ verändert hat. Eine sorgfältige Beobachtung der weiteren Entwicklung ist notwendig.

## Trivia
Wasserstellen, an denen sich die Frösche zur Paarung sammeln, entwickeln sich in Japan zunehmend zur Touristenattraktion.